# M/S Krageholm
M/S Krageholm var ett fartyg byggt för Svenska Amerika Mexiko Linien (SAML) 1943.

## Historia
Den 7 december 1943 levererades M/S Krageholm till SAML i Göteborg och insattes då som lastfartyg mellan Göteborg och Amerika. År 1946 införlivades SAML i Svenska Amerika Linien (SAL) och i samband med detta överfördes Krageholm till det nya bolaget.
I januari 1967 såldes Krageholm till Lobos Cia Navigation SA och bytte namn till Lelaps. Den 15 augusti 1971 utbröt en brand ombord på fartyget varvid kaptenen omkom. Resten av besättningen evakuerades i livbåtar. Den 20 augusti kom bogserbåten Zwarte zee fram till fartyget och bogserade iväg det till Dakar. Sex dagar senare (26 augusti) var branden äntligen släckt men det enda som återstod av fartyget var ett utbränt skrov så den 4 oktober samma år bogserades båten ut på djupt vatten och sänktes.